# 水戸黄門 (1978年の映画)
- 水戸黄門 > 水戸黄門 (1978年の映画)
- ナショナル劇場 > 水戸黄門 (パナソニック ドラマシアター) > 水戸黄門 (第1-13部) > 水戸黄門 (1978年の映画)

『水戸黄門』（みとこうもん）は、1978年12月23日に公開された日本映画。配給：東映。カラー、88分。同名のテレビドラマ『水戸黄門』（東野英治郎版）の放送開始10年を記念して製作され、主演の東野英治郎はじめテレビドラマ版の主要俳優が出演している。テレビドラマ版同様、水戸光圀らが正体を隠して旅をし、事件を解決する筋立てであり、本作の立ち寄り先は柏崎と金沢。
東映・俳優座映画放送提携作品。テレビドラマ版の放送局である東京放送（TBS）と、制作会社であるC.A.Lも製作協力に名を連ねている。カラー、シネマスコープ、映倫番号：19578。
封切り時の同時上映作品は『トラック野郎・一番星北へ帰る』。

## 物語
加賀藩の次席家老・村井主水らによる、時期藩主選びに乗じた藩の乗っ取りを阻止するため、城代家老・奥村作左衛門の娘・由美が解決を求め、独断で「水戸黄門」こと水戸光圀のいる水戸に向かった。現藩主・前田綱紀は光圀の甥であった（綱紀の母・清泰院が光圀の姉）。村井は自身に反対する藩士たちを次々捕らえ、城内の牢に幽閉していた。
由美は道中で村井の放った刺客の襲撃に遭い、傷を負ったところを危うく風車の弥七に救われ、光圀の住む西山荘に運び込まれて治療を受ける。回復した由美の頼みを聞き入れた光圀は、村井の計画を鎮めるべく、佐々木助三郎、渥美格之進、うっかり八兵衛、そして弥七とともに、加賀へ旅立つ。
道中、柏崎に差し掛かった一行は、宿で「水戸光圀一行」をかたる3人の偽者と鉢合わせしたほか、代官・黒部と結託した地元のヤクザ・柏屋一家の悪事を目の当たりにし、これらを解決する。
一行は金沢にたどり着く。その間、反村井派の若い藩士・鶴来源八郎が謀反のかどで捕らわれる。由美は自身の恋仲で、村井に近い藩士・石川隼人を説得し、鶴来の釈放を求める。石川はわざと村井一派のふりをして情報を集め、告発の機会をうかがっていた。石川は、参勤交代から帰国した藩主・綱紀に対し、村井のたくらみを暴露したため、藩士たちにその場で斬られかける。そこへ奉納太鼓の奏者に紛れた光圀一行が正体を表し、三つ葉葵の家紋の入った印籠をかざす。村井らは奥村に成敗され、騒動は解決する。

## 出演者
- 水戸光圀：東野英治郎
- 佐々木助三郎：里見浩太朗
- 渥美格之進：大和田伸也
- うっかり八兵ヱ：高橋元太郎
- 風車の弥七：中谷一郎

◇
- 鶴来源八郎（加賀藩士）：和田浩治
- 石川志保（石川の妹）：山口いづみ
- 百合の方（綱紀の側室）：鮎川いづみ

◇
- 源助（宿の番頭）：谷幹一
- 黒部八太夫（柏崎の代官）：遠藤太津朗
- 柏屋権蔵：富田仲次郎

◇
- 笹屋喜兵衛（宿の主人）：稲葉義男
- 奥村家の御用人：浜田寅彦
- 高坂半九郎（村井の側近）：川合伸旺
- 下曽根金三郎（加賀藩士・刺客に倒れる由美の同行者）：東野英心

◇
- 鬼頭源心（刺客）：深江章喜
- 前田綱紀[3]：武内亨
- 丑蔵（権蔵の手下）：汐路章
- 源心の配下：牧冬吉

◇
- お松（宿の女中）：正司歌江（かしまし娘）
- お竹（宿の女中）：正司照江（同上）
- お海（宿の女中）：正司花江（同上）
- 三吉（馬子の少年）：伊藤洋一

◇
- 六兵ヱ（にせ黄門）：ハナ肇
- 助八（にせ助三郎）：植木等
- 格三（にせ格之進）：谷啓
- 太兵衛（太鼓奏者・由美の協力者）：加藤嘉
- 村井主水（加賀藩次席家老）：安部徹

◇
- 加賀藩士（奥村派の囚人）：岩尾正隆
- 権蔵の手下：秋山勝俊
- 権蔵の手下：原田力
- 権蔵の手下：五十嵐義弘
- 権蔵の手下：畑中猛重
- 権蔵の手下：小峰隆司
- 太兵衛社中の若者：古田正志
- 茶坊主：島田秀雄

- 刺客：笹木俊志
- 刺客：福本清三
- 加賀藩士・刺客（二役）：波多野博
- 加賀藩士：木谷邦臣
- 加賀藩士・刺客（二役）：藤沢徹夫
- 加賀藩士：司裕介
- 鶴来の部下・中間（二役）：宮城幸生

- ：大矢敬典
- ：池田謙治
- ：有島淳平
- ：高谷舜二
- ：星野美恵子
- 松千代（綱紀の庶子）：児玉田美代
- 新之助（綱紀の子）：吉岡靖彦

◇
- 石川隼人（加賀藩士・由美の恋人）：竹脇無我
- 奥村由美：栗原小巻
- 奥村作左衛門（加賀藩城代家老）：三船敏郎

以下はノンクレジット
- 刺客：森山陽介

## スタッフ
- 企画：葉村彰子、高岩淡
  - 逸見稔（ノンクレジット）
- 原案・脚本：葉村彰子
  - 脚本：植木昌一郎（ノンクレジット）
- プロデューサー：西村俊一、郡進剛、森誠一 、神先頌尚、杉本直幸
- 撮影：増田敏雄
- 録音：溝口正義
- 照明：増田悦章
- 美術：佐野義和
- 編集：河合勝巳
- 助監督：俵坂昭康
- 記録：森村幸子
- 装置：稲田源兵衛
- 装飾：山田久司
- 背景：平松敬一郎
- スチール：中山健司
- 擬斗：上野隆三
- 衣裳：豊中健
- 美粧結髪：東和美粧
- 特技：宍戸大全
- 和楽：中本敏生
- 演技事務：藤原勝
- 宣伝担当：佐々木嗣郎、丸国艦
- 進行主任：長岡功
- 協力：東映俳優センター、御陣乗太鼓保存会
- 音楽：木下忠司
  - 主題歌：『あゝ人生に涙あり』（作詞：山上路夫 / 作曲：木下忠司 / 唄：里見浩太朗、大和田伸也）
- 題字：朝比奈宗源
- ナレーター：芥川隆行
- 協力：東京放送、C.A.L
- 監督：山内鉄也

## 製作

### 企画
1977年夏、東映社長・岡田茂は「映画は自社だけで作るものにあらず」と発言し、積極的に外部資本と提携した映画の製作方針を打ち出した。
テレビドラマ『水戸黄門』は、製作をC.A.L、撮影などの制作協力を東映（後に東映太秦映像となる）が担当していた。また当時、ドラマのレギュラー出演者の間から『水戸黄門』の舞台版の計画が上がっていて、「それなら舞台に比べて短期間の拘束で済む映画に出来ないか」という話が出た。放送開始以来同番組の一社提供スポンサーであった松下電器としても、企業PR、ユーザー、小売店サービスに映画は有効な手段と見ており、同社が1978年に創立60周年を迎えることから、同社の記念イベントとして東映での映画化が合意に達した。東映にとっても完全な新作より製作費の負担が少なくて済むほか、テレビ番組のタイアップで宣伝効果も大きく、また松下電器の販売網を利用した大量動員も期待できた。
監督の山内鉄也は、東映京都撮影所の映画監督であった1967年に、同撮影所のリストラを推進していた当時の所長・岡田茂に無理やりテレビ部に転出させられていたため、本作が約10年ぶりの映画の演出になった。

### 製作会見
1978年9月29日に帝国ホテル桜の間で製作発表記者会見があり、岡田茂東映社長、佐藤正之俳優座社長、濱口浩三TBS製作本部長、高岩淡東映京都撮影所所長、山内鉄也監督と、東野英治郎、里見浩太朗、大和田伸也、高橋元太郎、中谷一郎の"黄門一家"に特別出演の三船敏郎と栗原小巻が出席。岡田東映社長は「この作品の映画化については前から話があったが、やはり時期というものがあるので考えていた。今年の正月の『柳生一族の陰謀』を始め、時代劇映画がヒットしたし、この秋に『赤穂城断絶』も公開するので今回思い切って正月第一弾に『水戸黄門』を製作することにしました。ビッグキャストも組めたので、是非成功させたいと思います」と、濱口TBS製作本部長は「『水戸黄門』はTBSの看板番組で9年も放映していますが、今回の映画化は局としても番組のPRにもなり有難いと思っています。成功を祈っております」と、山内監督は「最高のゲストを迎えられたので、テレビとは違った面白い時代劇にしたい」などと述べた。里見浩太朗は12年ぶりの映画出演。栗原小巻は初めての男装に挑む。1978年10月4日クランクイン、11月始めクランクアップ予定、製作費は5億円で、『トラック野郎・一番星北へ帰る』と合わせ、配収15億円を見込むと発表された。当時のテレビ版『水戸黄門』の平均視聴率は38%だった。

### タイトルバック
本作のタイトルは、おおむねテレビ版のタイトル演出に沿っているが、細部が異なる。
- 題字は横書きに並べ替えられ、字の色は白から赤に変わっている（上映当時のポスターも同様のデザインである）。
- タイトルの背後には、金色に輝く三つ葉葵の御紋が据えられた。
- キャストクレジットの表示は、光圀一行が旅に出る場面とともに流れる。書き文字のうち、「衛」の字のいくつかが「ヱ」に置き換えられている。

### 編成・公開
当初は1978年夏までの公開を予定していたが延期され、翌1979年にかけての年末年始（正月映画）編成に組み込まれて、『トラック野郎』シリーズ第8作『トラック野郎・一番星北へ帰る』との併映になった。東映は『トラック野郎』シリーズが大ヒットを続けていたため、少しでも「一本立ち」＝単独シリーズ化の可能性を見出し得るものを探って、同シリーズの併映作に順次編成する方針をとっており、その対象として本作が選ばれた。しかし結果として東野版を含むTBS / C.A.L版『水戸黄門』の映画化はこれが唯一となった。
封切り時点では、テレビドラマ版『水戸黄門』の第9部が放送中であった。

### その他
- 本作のキャストにはテレビドラマ版『水戸黄門』の番組枠である「ナショナル劇場」など、C.A.Lが関連するテレビドラマにレギュラー出演している俳優が多い。
  - 竹脇無我は、『大岡越前』、『江戸を斬る 梓右近隠密帳』に出演している。
  - 和田浩治は、『雪姫隠密道中記』に出演。のちに『大岡越前』にも出演している。
  - 志保役の山口いづみは、テレビ版『水戸黄門』で助三郎の妻・志乃役として出演しているほか、『大岡越前』『江戸を斬る』でもレギュラー出演した時期がある。
  - 谷幹一は、『江戸を斬るIV』以降や『大岡越前』に出演。
  - 鮎川いづみは、『江戸を斬る 梓右近隠密帳』やのちに『江戸を斬るVII』などにレギュラー出演している。

## 評価
併映作品と合わせた配給収入は10億5000万円。

## テレビ放映
- 1981年1月1日19時00分 - 20時55分、TBS系列で放送された[11]。
- 2014年、NHK BSプレミアムで放送された。
- 2017年10月8日、CS放送の時代劇専門チャンネルで放送された（同チャンネル初放送）。
- 2020年9月3日14時53分 - 16時44分、テレビ大阪の「ドラマコレクション」において、特別編として放送された。
- 2021年1月1日18時45分 - 20時25分、とちぎテレビ年末年始企画「とちテレ年末年始時代劇」のうちの1作として放送された[12]。
- 2021年4月29日19時00分 - 20時54分、BS日テレ「木曜は!特選時代劇」枠内で放送された。
- 2021年9月9日19時00分 - 20時54分、BS日テレ「木曜は!特選時代劇」枠内で放送された。
- 2022年9月24日19時00分 - 20時40分、TOKYO MX「スクリーンMX1」枠内で放送された。
- 2022年12月1日19時00分 - 20時50分、BS日テレ「木曜は!特選時代劇」枠内で放送された。
- 2023年4月8日19時00分 - 20時50分、BS日テレ「映画劇場」枠内で放送された。
- 2025年2月27日17時00分 - 19時00分、CS放送のホームドラマチャンネルで放送された。
- 2025年5月4日19時00分 - 20時50分、BS日テレ「映画劇場」枠内で放送された。

## ネット配信
- YouTube「東映時代劇YouTube」登録者15万人を記念して、2022年4月10日から同年同月17日まで期間限定無料配信が行われた。その後、同チャンネル開設2周年と登録者30万人突破を記念して、2023年11月17日から同年12月3日まで再び無料配信が行われた。